# سیچوئت شمالی (ماساچوست)
سیچوئت شمالی (به انگلیسی: North Scituate) یک منطقهٔ مسکونی در ایالات متحده آمریکا است که در شهرستان پلیموث، ماساچوست واقع شده‌است. سیچوئت شمالی ۱۰٫۱ کیلومتر مربع مساحت و ۵٬۰۷۷ نفر جمعیت دارد و ۴ متر بالاتر از سطح دریا واقع شده‌است.